# 吉野艶子
吉野 艶子（よしの つやこ、1979年10月30日 - ）は、東京都出身のAV女優。ピースプロモーション所属。

## 略歴・人物
2012年にデビューした熟女系AV女優である。

## 出演作品

### アダルトDVD
2012年
- どうしても融資してもらいたい女社長は、断られそうになると…（6月1日、DOC）他出演:青葉、伍代麗子
- 美熟女Wキャスト AV DEBUT 本番解禁 180分Special（6月7日、SODクリエイト）共演:高月和花
- セックスに溺れる。 4 ―艶かしい人妻―吉野艶子（6月12日、プレステージ）
- AVに出たがる地方人妻たち 2（7月5日、グローリークエスト）※「つやこ」名義
- 高額バイトに集まってきた素人娘 vol.17（7月20日、最強）他出演:吉原あいか、栗原ゆん、宇佐美なな、野々宮める、倉木春、堤あいる、叶咲ゆめ、三矢紗菜、藤永梓、芹沢つむぎ、ありさ、菜月もな、かすみひかり、百瀬乃々花
- 巨乳ヨガインストラクターの自宅出張中出しSEX（8月2日、グローリークエスト）他出演:さとう遥希、まりか、中居ちはる、天野小雪
- 兄嫁艶子（8月2日、タカラ映像）
- 初脱ぎ熟女 恥じらい新人デビュー 8（8月10日、クリスタル映像）他出演:天宮なる、小谷直子、松井えみ
- 押さえ切れない義母の欲求!!（8月16日、ソルトペッパー）
- 兄嫁はママさんバレーの主将（エース）らしい（9月6日、タカラ映像）
- 大衆ソープに堕ちた妻（10月4日、タカラ映像）
- イヤらしい熟女姉妹（10月29日、ドリームステージ エンタテインメント）共演:森下なお
- 兄貴の嫁がエロ過ぎて（11月2日、カマタ映像）
- 息子の目の前で…クラスメイトのヤンキーに孕ませ汁で種付けされヤリマンビッチ化しちゃった美しすぎる清楚ママ（11月8日、ディープス）
- 加藤リナの素人美少女をレズナンパ!!（11月9日、プレステージ）主演:加藤リナ 他出演:宮下ゆう、真中陶子、飯田せいこ、真野みのり、友利ルナ、南ちえり、美咲あすみ、大橋くる実
- たびじ 隣の奥さん（11月16日、タカラ映像）
- ビデオに出てない人妻と旦那の居ぬ間に自宅で3発 ワガママな性欲をマル出しにして勝手に何度もイキまくる超敏感Eカップ妻（12月16日、new girl）※「アツコ」名義
- 子育てに一段落。37歳の私は2人の子持ちで年増ざかりの欲求不満。いい加減、心が満たされ感じあう最高のセックスがしたいと真剣に考えています。（12月28日、つちのこシンデレラ）

2013年
- 欲求不満なAV志願人妻たちのセンズリ鑑賞（1月17日、タカラ映像）他出演:桐原あずさ、Maika、加藤ツバキ、波多野結衣
- 熟女のおま●こ見せつけオナニー（1月18日、熟オナ専科）他出演:波多野結衣、宮間葵、まいか、和希さやか、桐原あずさ
- 媚薬をオマンコに塗りたくられてしまった美女が余りの気持ち良さに白目を剥きながら勃起チンポを貪り狂っちゃうオイルエステ（1月18日、OFFICE K'S）他出演:和希さやか、若菜亜衣、星乃ゆう
- 「痴漢OK娘 DANDYスペシャル」 絶対NGのお嬢様育ち童顔美少女に連日ちょいワルをしかけたらヤられた VOL.1（2月7日、DANDY）他出演:桜咲ひな、前田陽菜
- 最近色気ついた母親がエロ下着を身につけて多感な時期の俺に見せつけて勃起させるのを趣味にしているが俺は、もうどうしたら良いのか分からない!（2月22日、NON）他出演:小早川怜子、美泉咲、佐伯春菜、深田梨菜、青山はるき
- 友人の母親（3月1日、ヴィーナス）
- 吉野艶子でござひます。（3月7日、タカラ映像）※総集編
- 淫乱美熟女 極太ディルドオナニー Vol.2（3月15日、熟オナ専科）他出演:細川まり、小川奈々、杉本芙美恵、牧野遥
- 人妻おまんこ指オナニー 締まった濡れマ○コがヌチャヌチャして刺激するとイキ出す人妻 2（3月15日、赫夜姫映像）他出演:加藤ツバキ、松下美香、ありさ、波多野結衣、桐岡さつき、平山こずえ、水樹あやか、琥珀うた、筒井まりか
- ワリキリ発情妻 vol.20 苦境にあえぐ元看護師の美人妻に、どさくさに紛れて中出し。（3月31日、アマリリス）
- 美熟女ぬる×2ま●こオナニー 其ノ七（4月5日、虎堂）他出演:桂希ゆに、白石まみ、北野まり、宮藤まい、平川優子、須藤早紀
- 家族の為に私脱ぎます（4月19日、ジュエル）※「椎名ゆかり」名義
- 母子交尾 【上三衣路】（4月11日、ルビー）
- 勃起チンポに満面の笑みを見せる美熟女エステティシャンは欲求不満なほど騎乗位がエグい!（4月19日、OFFICE K'S）他出演:牧野遥、小川奈々、細川まり
- 欲求不満な人妻たちのフェラチオは手を使わずに口だけで…（4月25日、タカラ映像）他出演:細川まり、小川奈々、牧野遥、矢沢りょう
- エスカレートしすぎる熟女5人、あなたの自宅に突撃訪問。 4（5月1日、プレステージ）共演:平山こずえ、当真ゆき、三浦恵理子、志保
- 気になるアノ娘に使う筈だったウワサの媚薬を、出来心でシツケの厳しいママに試したら驚くほどドスケベに豹変して弄ばれてしまった件（5月3日、NON）他出演:眞木あずさ、佐伯春菜、深田梨菜、芦名ユリア、横山みれい
- 尼僧物語 5 疼く肉体 秘められた煩悩（6月6日、ルビー）
- 同棲レズ美アン 〜バツイチ熟女とキャリアウーマン〜（8月13日、U&K）共演:牧野遥
- 家の近くに居そうな人妻たちのセンズリ鑑賞!（6月25日、Mellow Moon）他出演:小川奈々、牧野遥、細川まり、川上ゆう、北条麻妃、沢田珠里、杉本芙美枝
- 美熟女たちのセックス集 むっちり巨乳編（7月12日、LEO）他出演:小早川怜子、水沢真樹、一色まりな、綾乃さえ、稲森琴
- どすけべアラサー合コン（8月2日、クリスタル映像）共演:松下美雪、八重いろは、佐伯れい、藤田樹里奈
- 2013年RUBY年鑑 Vol.1 美熟女たちの饗宴（12月6日、ルビー）- 撮り下ろし作品総集編